# София Баденская
София Паулина Генриетта Мария Амалия Луиза Баденская (нем. Sophie Pauline Henriette Marie Luise Amalie von Baden; 7 августа 1834, Карлсруэ, великое герцогство Баден — 6 апреля 1904, Детмольд, Северный Рейн-Вестфалия) — немецкая принцесса из дома Церингенов, урождённая принцесса Баденская; в замужестве — княгиня Липпская.

## Биография

### Происхождение
Принцесса София была второй дочерью принца Вильгельма Баденского (1792—1859) и герцогини Елизаветы Александрины Вюртембергской (1802—1864), дочери герцога Людвига Вюртембергского. По отцовской линии её дедом и бабушкой были Карл Фридрих, первый великий герцог Баденский, и его вторая жена, Луиза Каролина Гейер фон Гейерсберг, графиня Гохберг. Принцесса выросла в Карлсруэ, вместе с двумя младшими сестрами, принцессой Елизаветой (1835—1891) и принцессой Леопольдиной (1837—1903).

### Брак и титулы
В Карлсруэ 9 ноября 1858 года принцесса София сочеталась браком с принцем Вольдемаром Липпским (1824—1895), вторым сыном князя Леопольда II Липпского (1796—1851) и принцессы Эмилии Шварцбург-Зондерсгаузенской (1800—1867).
Брак был бездетным. Это привело к спору, который начался сразу после смерти князя Вольдемара в 1895 году и длился два десятилетия между двумя линиями дома Липпе за право наследования.
До замужества с 7 августа 1834 по 9 ноября 1858 года носила титул Её Высочества, великогерцогской принцессы Софии Баденской. После замужества, с 9 ноября 1858 по 8 декабря 1875 года титуловалась Её Высочеством, великогерцогской княгиней Софией Липпе, а с 8 декабря 1858 по 20 марта 1895 года — Её Высочеством, великогерцогской княгиней Липпе. Овдовев, с 20 марта 1895 по 6 апреля 1904 года, носила титул Её Высочества, великой герцогини Софии, княгини Липпе.